# Subvaloradas, sin ser vistas. Voces literarias de Guinea Ecuatorial
Pour plus de détails, voir Fiche technique et Distribution.
Subvaloradas, sin ser vistas. Voces literarias de Guinea Ecuatorial (titre signifiant : Sous-estimées sans être vues. Voix littéraires de Guinée équatoriale) est un film documentaire espagnol et autrichien réalisé par Mischa G. Hendel et sorti en 2009. C'est l'un des rares films consacrés à ce pays jusque-là. Il décrit la vie culturelle et notamment littéraire en Guinée équatoriale dans les années 2000.

## Synopsis
Dans les années 2000, les habitants de Guinée équatoriale impliqués dans des activités culturelles doivent affronter des conditions difficiles. Dans ce pays d'Afrique de l'Ouest où les deux langues officielles sont l'espagnol et le français, la succession des dictatures, la censure et l'absence complète d'intérêt ou de soutien de la part du gouvernement pour les activités culturelles pèsent lourd sur les conditions de création et de diffusion des œuvres. Il n'y a pas de bibliothèques, ni d'éditeur. Le documentaire montre comment les auteurs et artistes se débrouillent pour faire face et mener malgré tout leurs activités créatives. Mischa G. Hendel interviewe des écrivains comme José F. Siale Djangany, Paloma del Sol, María Caridad Riloha, Ciriaco Bokesa Napo, Juan Balboa Boneke, etc.

## Fiche technique
- Titre : Subvaloradas, sin ser vistas. Voces literarias de Guinea Ecuatorial
- Réalisation : Mischa G. Hendel
- Scénario : Mischa G. Hendel
- Musique :  Ricardo Losoha, Christian F. Schiller, Armando & Paco Zamora
- Montage : Mirja Gerle
- Production : Mischa G. Hendel
- Pays de production :  Espagne,  Autriche
- Langue : espagnol
- Durée : 67 minutes
- Date de sortie : 2009